# Igor Picușceac
Igor Picușceac, uneori scris și Picușciac (în rusă Игорь Пикущак; n. 27 martie 1983, Tiraspol) este un fotbalist internațional moldovean care evoluează la clubul Sheriff Tiraspol. Anterior, timp de șase ani între 2009 și iunie 2015 a jucat la ruse FC Krasnodar și Amkar Perm.
Picușceac a marcat primul său gol la națională în înfrângerea cu 2-1 în fața Israelului, din Calificările pentru Campionatul Mondial de Fotbal 2010. Acesta este și cel mai rapid gol marcat vreodată de naționala Moldovei, fiind înscris în secunda 43 a meciului.

## Palmares
Sheriff Tiraspol
- Divizia Națională (3): 2001/2002, 2002/2003, 2008/2009
- Cupa Moldovei: 2008/2009

## Goluri internaționale
| # | Data               | Locație              | Adversar       | Scor | Rezultat | Competiție               |
| - | ------------------ | -------------------- | -------------- | ---- | -------- | ------------------------ |
| 1 | 10 septembrie 2008 | Chișinău             | Israel         | 1-0  | 1–2      | Preliminariile FIFA 2010 |
| 2 | 9 februarie 2011   | Lagos                | Andorra        | 1-0  | 2-1      | Meci amical              |
| 3 | 24 mai 2014        | Jerez de la Frontera | Arabia Saudită | 2-0  | 4-0      | Meci amical              |